# Pale Cocoon
Pale Cocoon (ペイル・コクーン, Peiru Kokūn) est une OAV japonaise de Yasuhiro Yoshiura, sorti en DVD au Japon le 18 janvier 2006.
Il s'agit d'un anime expérimental, contemplatif et futuriste de 23 minutes, projet d'un seul homme et réalisé par un studio d'animation indépendant ; ce qui n'est pas sans rappeler les débuts de Makoto Shinkai.

## Synopsis
Dans un futur lointain où l'humanité, réfugiée sous terre, a oublié son passé, Ura travaille pour le service d'analyse des archives. Il découvre une vidéo qu'il tente de restaurer dans l'espoir de connaître le passé.

## Personnages
- Ura (ウラ) travaille au bureau de restauration des archives. Il est l'un des rares à venir encore travailler et à avoir encore l'envie de connaitre le passé.
- Riko (リコ) travaille au bureau d'analyse des archives, pour elle connaitre le passé ne changera pas le présent, c'est donc inutile.
- Yoko Yamaguchi apparait sur un enregistrement vidéo qu'Ura tente de restaurer.

## Fiche technique
- Titre : Pale Cocoon
- Titre original : ペイル・コクーン
- Auteur, réalisateur, scénario : Yasuhiro Yoshiura
- Producteur : Tom Nagae[réf. nécessaire]
- Compositeur : Tohru Okada
- Effets sonores : Kazumi Ōkubo
- Durée : 23 minutes
- Maison de production :  Directions
- Studio : Studio Rikka
- Licence :  Dybex

### Doublage
| Personnages    | Voix japonaises   | Voix françaises     |
| -------------- | ----------------- | ------------------- |
| Ura            | Nakao Michiosu    | Jean-Marc Montalto  |
| Riko           | Minako Kawashima  | Isabelle Volpe      |
| Yoko Yamaguchi | Hiroka Oyama      | Isabelle Volpe      |
| Collègue d'Ura | Yasuhiro Yoshiura | Frédéric Souterelle |

### Musique
- Thème principal : Le son d'une personne (Hito no hibiki?)
- Ending (générique de fin) : Aoi Tamago de Little Moa

## Récompenses
Pale Cocoon a reçu le prix du meilleur scénario au premier Sapporo International Short Film Festival and Market en 2006.